# Celastrina sauteri
Celastrina sauteri är en fjärilsart som beskrevs av Hans Fruhstorfer 1917. Celastrina sauteri ingår i släktet Celastrina och familjen juvelvingar. Inga underarter finns listade i Catalogue of Life.